# Mastigoproctus minensis
Mastigoproctus minensis är en spindeldjursart som beskrevs av Cândido Firmino de Mello-Leitão 1931. 
Mastigoproctus minensis ingår i släktet Mastigoproctus och familjen Thelyphonidae. Inga underarter finns listade i Catalogue of Life.